# Xylosma proctorii
Xylosma proctorii är en videväxtart som beskrevs av H.O. Sleum.. Xylosma proctorii ingår i släktet Xylosma och familjen videväxter. Inga underarter finns listade i Catalogue of Life.